# Герман Бар
Герман Бар (нім. Hermann Bahr; 19 липня 1863, Лінц, Австрія — 15 січня 1934, Мюнхен, Німеччина) — австрійський письменник, публіцист і критик. У своїх теоретичних працях початку 1890-х років захищав принципи імпресіонізму, а в 1910—1912 роках виступав на захист експресіонізму.

## Біографічні відомості
Народився і виріс в Лінці. Вивчав античність, філософію, економіку і право в університетах Відня, Ґраца, Чернівців і Берліна. Працював спочатку в Берліні, потім у Відні. З 1888 року по 1889 жив у Парижі, де написав свій перший великий твір «Die Grosse Sude» («Великий гріх»). Під час тривалого перебування в Парижі виявив у собі інтерес до мистецтва в цілому. З 1906 по 1907 рік разом з Максом Рейнгартом працював режисером в Німецькому театрі в Берліні, а в 1918 році − драматургом в Бургтеатрі у Відні.
Пізніше він влаштувався коректором в німецьке видавництво «S. Fischer Verlag», де познайомився з Арно Хольцем. Був ініціатором суспільно-літературного руху «Молодий Відень», активним членом австрійського авангарду. Був також знайомий з Іваном Франком. Довгий час листувався з ним. Творча діяльність Бара наповнена передусім літературно-критичними статтями, п'єсами, кількома прозовими творами і автобіографією.
У 1909 році одружився з видатною оперною співачкою Анною фон Мільденбург.
Помер 15 січня 1934 року в Мюнхені у віці 70 років.
Пам'ять митця увіковічена зображенням на австрійській поштовій марці 1963 року.

## Вибрані твори
П'єси
- «Die Grosse Sude» («Великий гріх»);
- «Das Konzert» («Концерт») ;
- «Der Franzl» («Францл»);
- «Sanna» («Санна»);
- «Die Stimme» («Голос»).

Романи
- «Himmelfahrt» («Вознесіння»);
- «Die Rotte Korahs» («Зле плем'я»);
- «Selbstbildnis» («Самоосвіта»).

## Критика і статті
Наділений багатогранним талантом Герман Бар протягом 30 років мав значний вплив на літературні течії, що з'являлися в Центральній Європі. Розпочав свою літературно-критичну діяльність спочатку як прихильник натуралізму, згодом перейшов на позиції неоромантизму, пізніше став проповідником імпресіонізму, духовним лідером віденської сецесії, а під кінець життя — відстоював експресіонізм.
Теоретичною основою для поглядів Бара послужили передусім праці філософа Ернста Маха, який обстоював повний релятивізм у ставленні до життя. Також Бар проповідував «нову літературу», закликаючи її творців стати по той бік добра і зла і відкинути «бюргерський ідеалізм епігонів».
З негативно відзначених напрямів у Бара — відомий насамперед декаданс. Критик негативно оцінив появу цього напряму в мистецтві, який з'явився після падіння Паризької комуни. Живучи тоді у Франції, спостерігаючи за новим поколінням письменників і поетів, він глибоко розчарувався, особливо після того, як декаденти почали заперечували позитивістські доктрини у творчій практиці. Вважаючи декадентство недолугою штучною школою, яка не керується жодним загальним правилом, він передрік їм занепад. Так, у 1891 році в журналі «Кунстварт» він написав статтю, в якій заявив наступне:
|  | Особливістю декадентів є їхній потяг до штучності. На їхню думку, справжня гідність людини полягає у віддаленні від природи, в уникненні природності за всяку ціну... |

Свої погляди щодо інших напрямів, а також видів мистецтва, він висловлював на шпальтах тоді провідних газет та журналах «Die Zeit», «Deutsche Zeitung», «Die freie Buhne». За період 1892-1906 Герман Бар видав чотири томи критичних статей. Найголовніші з них «Zur Kritik der Moderne» («До критики модерни», 1890), «Die Überwindung des Naturalismus» («Переборення натуралізму», 1891), «Renaissanse» («Ренесанс», 1897), «Wiener Theater» («Віденський театр», 1899).